# Combate do Pico do Seleiro
O combate do Pico do Seleiro, também referido como batalha do Pico do Seleiro e batalha do Pico Celeiro, foi um recontro militar ocorrido no Pico do Seleiro, na Ilha Terceira, nos Açores, no contexto da Guerra Civil Portuguesa (1828-1834). Feriu-se a 4 de Outubro de 1828 entre forças liberais e absolutistas, com a vitória das primeiras. É considerada como o combate terrestre mais importante do período na ilha.

## História

### Antecedentes
A revolta dos Terceirenses, que se reuniram na então vila Praia, foi fruto mais de um descontentamento popular com as arbitrariedades das tropas liberais do que a afirmação de um ideal político.
Após a instalação da Junta Governativa, no Verão de 1828 em Angra, e o início da chegada à Terceira dos militares afectos a D. Pedro, as iniciativas dos liberais começaram a desgostar os Terceirenses, que se viram vítimas de injustiças no seu dia-a-dia. De acordo com o historiador José Guilherme Reis Leite:
"Os aboletamentos, as requisições, o uso de casas de família e de bens, como lenha, roupa de cama, cozinhas, carros, etc. faziam-se em excesso e até com requintado desrespeito, o que arrastava um ódio surdo da parte das vítimas. Além disso, o uso de castigos vexatórios e humilhantes na praça pública, com suplício de varadas e outras torturas sobre pessoas acusadas, sem produção de provas, de terem auxiliado desertores e rebeldes, eram ainda causa mais grave para aumentar as dissidências internas na Terceira."
O sentimento de derrota dos amotinados absolutistas em 22 de Junho contribuiu para que, entre os meses de junho e outubro, as forças absolutistas se unissem, congregando a sua ação em torno de um comandante - o capitão João Moniz Corte Real - veterano da Guerra Peninsular que, evadido das suas quintas na Terra-Chã, acabou por aceder ao comando da causa absolutista na Terceira.
A 1 de outubro, no porto dos Biscoitos, desembarcou um pequeno reforço vindo da ilha do Faial, efetivo que, segundo o historiador Francisco Ferreira Drummond, ascendia a "pouco mais de 200 espingardas quase todas incapazes de servir; cartuchos e algumas balas, mas nenhuma pólvora; nada de soldados, nem de oficiais (...)."
Os amotinados, inicialmente pouco mais de 90 homens, acamparam na Arrochela, na freguesia dos Altares. Ao longo da noite, gente das freguesias vizinhas foi-se juntando, o mesmo ocorrendo nos dias seguintes. As tentativas para pôr fim à insubordinação, por parte das forças do Batalhão de Caçadores n.º 5 foram baldadas, reforçando os ânimos dos revoltosos.
Na madrugada de 2 de Outubro, a milícia armada caminhou as cinco léguas que separavam os Biscoitos da vila da Praia, onde, ao chegar, aclamaram D. Miguel como rei de Portugal, juntando a Terceira ao resto do país, sob domínio absolutista. a milícia aquartelou na vila, instalando-se no Convento de São Francisco e no Convento da Graça, em casas de moradores e outros pontos, estabelecendo como quartel-general a casa da Câmara.
José Machado Homem da Costa foi então mandado à Fortaleza de São João Baptista, em Angra, para negociar com o Governador das Armas, general Diocleciano Leão de Brito Cabreira, a rendição dos liberais. Lá chegando, porém, o emissário absolutista foi desarmado e atirado para os calabouços da fortaleza, ficando sem comer nem beber por mais de 24 horas. A notícia do desfecho da embaixada chegou à Praia, mostrando a iminência do conflito.

### A batalha do Pico do Seleiro
Os números dos efetivos envolvidos neste combate variam segundo os autores:
- Guilherme Leite, em nossos dias, na obra "Teotónio de Ornelas", refere três mil homens no lado absolutista contra 150 liberais;
- Ferreira Drummond, nos "Anais da Ilha Terceira", afirma que os absolutistas não passariam de quatro mil, contra 150 liberais, embora referindo que, na altura, se falasse em seis mil terceirenses armados contra os liberais.

As milícias realistas (como então se denominavam as forças absolutistas), sob o comando do capitão de linha João Moniz Corte-Real e do morgado Joaquim de Almeida Tavares do Canto, estavam equipadas com armas ligeiras. O destacamento liberal, pertencia ao 5º de Caçadores, tendo saído da Fortaleza de São João Baptista, em Angra, e apesar da inferioridade numérica, contava com experiência, disciplina e o apoio de fogo de artilharia.
O encontro feriu-se no acesso ao Pico do Seleiro, quando o destacamento liberal foi recebido pelo fogo das espingardas dos absolutistas, emboscados na colina da elevação montanhosa. Esse fogo foi respondido pelas "peças de campanha", sob o comando do segundo-tenente Joaquim Maria Pamplona. Ferreira Drummond narra que "o outro parque de artilharia" (dos absolutistas), sob o comando de João Moniz do Couto, chegou mais tarde ao combate, "por embaraços que se lhe opuseram no serviço das bestas".
A mesma fonte nos dá conta de que a troca de tiros terá durado uma hora e meia, "sem vantagem de parte a parte". Entretanto, os oficiais liberais Sá e Borges conseguiram flanquear os adversários, vindo a desbaratá-los. Ferreira Drummond acrescenta: "Parece que começou a retirada quando os amotinados viram despedaçado pelo ar um pobre Francisco Machado Faria, o 'Caçador', morador em Porto Judeu, e casado."

## Consequências
Os milicianos miguelistas debandaram em direção à Terra Chã, aos Biscoitos e aos Altares, sendo perseguidos noite a dentro pelos liberais. Estes últimos, embriagados pela vitória, avançaram colina abaixo espingardeando os adversários em retirada pelas costas.
E Ferreira Drummond regista ainda::"Chegando às primeiras casas da povoação denominada Casa da Ribeira, estenderam-se os soldados entregando-se à pilhagem daquele lugar e suas imediações."
Os excessos cometidos pelos liberais na altura empanaram o brilho de uma vitória que contribuiu para afirmar a Terceira como o único ponto do país afecto à causa liberal. Menos de um ano mais tarde, a vitória liberal na Batalha da Praia da Vitória (11 de agosto de 1829) consolidaria essa condição, preparando o caminho para o Desembarque do Mindelo (8 de julho de 1832).